# Wahlen in St. Vincent und den Grenadinen 1951
Die Wahlen in St. Vincent und den Grenadinen 1951 (General elections) wurden 1951 in St. Vincent und den Grenadinen durchgeführt. Die Eighth Army of Liberation gewann alle acht Sitze im House of Assembly. Die Wahlbeteiligung lag bei 69,7 %.

## Ergebnisse
| Partei                      | Stimmen | Sitze |
| --------------------------- | ------- | ----- |
| Eighth Army of Liberation   | 12.544  | 8     |
| Workers’ Association        | 3.203   | 0     |
| Unabhängige Kandidaten      | 2.065   | 0     |
| Ungültig                    | 1.298   |       |
| Gesamt                      | 27.409  | 100   |
| Source: Caribbean Elections |         |       |